# Achu
L’achu est un plat culinaire traditionnel camerounais, souvent préparé lors des grandes occasions. Il est composé de taros et de bananes plantains pilées accompagnant une soupe jaune épicée de sel gemme.

## Caractéristiques
Traditionnellement préparée et consommée par le peuple Ngemba de la région du Nord-Ouest du Cameroun, très présente aussi chez les Bamilékés de la région de l'Ouest, la soupe achu se compose de taro bouillis et pilés, de canwa (pierre calcaire), d'eau, d'épices et d'huile de palme. L'huile de palme change la couleur de la soupe en jaune, raison pour laquelle la soupe achu est également connue sous le nom de soupe jaune. Lorsqu'elle est servie, elle est généralement accompagnée de bœuf ou de poisson, qui peuvent être bouillis, frits ou fumés.